# 12386 Nikolova
12386 Nikolova (1994 UK5) là một tiểu hành tinh vành đai chính được phát hiện ngày 28 tháng 10 năm 1994 bởi Spacewatch ở Kitt Peak.